# Eurypylos (Heros von Patrai)
Eurypylos (altgriechisch Εὐρύπυλος Eurýpylos) ist in der Griechischen Mythologie ein Heros von Patrai.
Der griechische Schriftsteller Pausanias, der als einzige erhaltene Quelle über Eurypylos berichtet, identifiziert diesen mit dem gleichnamigen Thessaler, Sohn des Euaimon, und verwirft eine von manchen Autoren vorgenommene Gleichsetzung mit einem anderen Eurypylos, Sohn des Dexamenos.
Laut der Darstellung des Pausanias bekam Eurypylos nach der Eroberung Trojas, als die Griechen die Beutestücke verteilten, eine heilige Lade, die das von Hephaistos gefertigte Bildnis des Dionysos Aisymnetes enthielt. Diese Lade war entweder von Aineas bei seiner Flucht zurückgelassen oder nach einer anderen Version von Kassandra absichtlich weggeworfen worden, da sie jeden Griechen, der sie fand, ins Verderben stürzte. Tatsächlich wurde Eurypylos wahnsinnig, nachdem er den Deckel geöffnet und das darin aufbewahrte Bild des Gottes gesehen hatte. Er befragte das Orakel von Delphi und erhielt von der Pythia die Antwort, er finde dann Heilung, wenn er sich dort ansiedele, wo er Leute bei der Vollziehung eines seltsamen Opferrituals antreffe.
Auf dem Schiffsweg gelangte er nach Aroë, einem Urort von Patrai, und sah, dass gerade ein Bursche und ein Mädchen der Artemis Triklaria geopfert werden sollten. Um den Zorn dieser Göttin über einen in ihrem Tempel von der Priesterin Komaitho mit Melanippos begangenen Frevel zu besänftigen, mussten der Artemis Triklaria nämlich alljährlich der schönste Knabe und das schönste Mädchen als Opfer dargebracht werden. Diese alte Verpflichtung werde aber laut einem Spruch des delphischen Orakels dann aufhören, wenn ein fremder König mit einem fremden Gott komme.
Als Eurypylos nun in Aroë eingetroffen war, erkannte er, dass er hier das von der Pythia gemeinte Opferritual beobachtete, und die Bewohner Aroës wiederum erkannten, dass Eurypylos in seiner Lade einen fremden Gott mitgebracht hatte. So erfüllten sich zwei Orakel: Eurypylos war von seinem Wahnsinn geheilt und der blutige Menschenopferkult für Artemis Triklaria hatte ein Ende gefunden und wurde durch die Verehrung des Dionysos ersetzt.
Unterhalb des an der Straße vom Markt zum Hafen gelegenen Heiligtums des Dionysos Aisymnetes stiftete Eurypylos nach der Genesung von seinem Wahnsinn einen Tempel der Artemis Soteria. Sein Grabmal wurde auf der Akropolis von Patrai zwischen dem Altar und dem Tempel der Artemis Laphria gezeigt. Als Heros verehrt erhielt er alljährlich während des Dionysos-Festes seine eigenen Opfer.